# Alegria (Rio Grande do Sul)
Alegria är en kommun i Brasilien. Den ligger i delstaten Rio Grande do Sul, i den södra delen av landet, 1 500 km söder om huvudstaden Brasília. Antalet invånare är 4 301. Arean är 173 kvadratkilometer.
Terrängen i Alegria är platt åt sydväst, men åt nordost är den kuperad.
Trakten runt Alegria består till största delen av jordbruksmark. Runt Alegria är det ganska glesbefolkat, med 36 invånare per kvadratkilometer.